# Marouette poussin
Porzana parva
Espèce
Statut de conservation UICN

 LC  : Préoccupation mineure

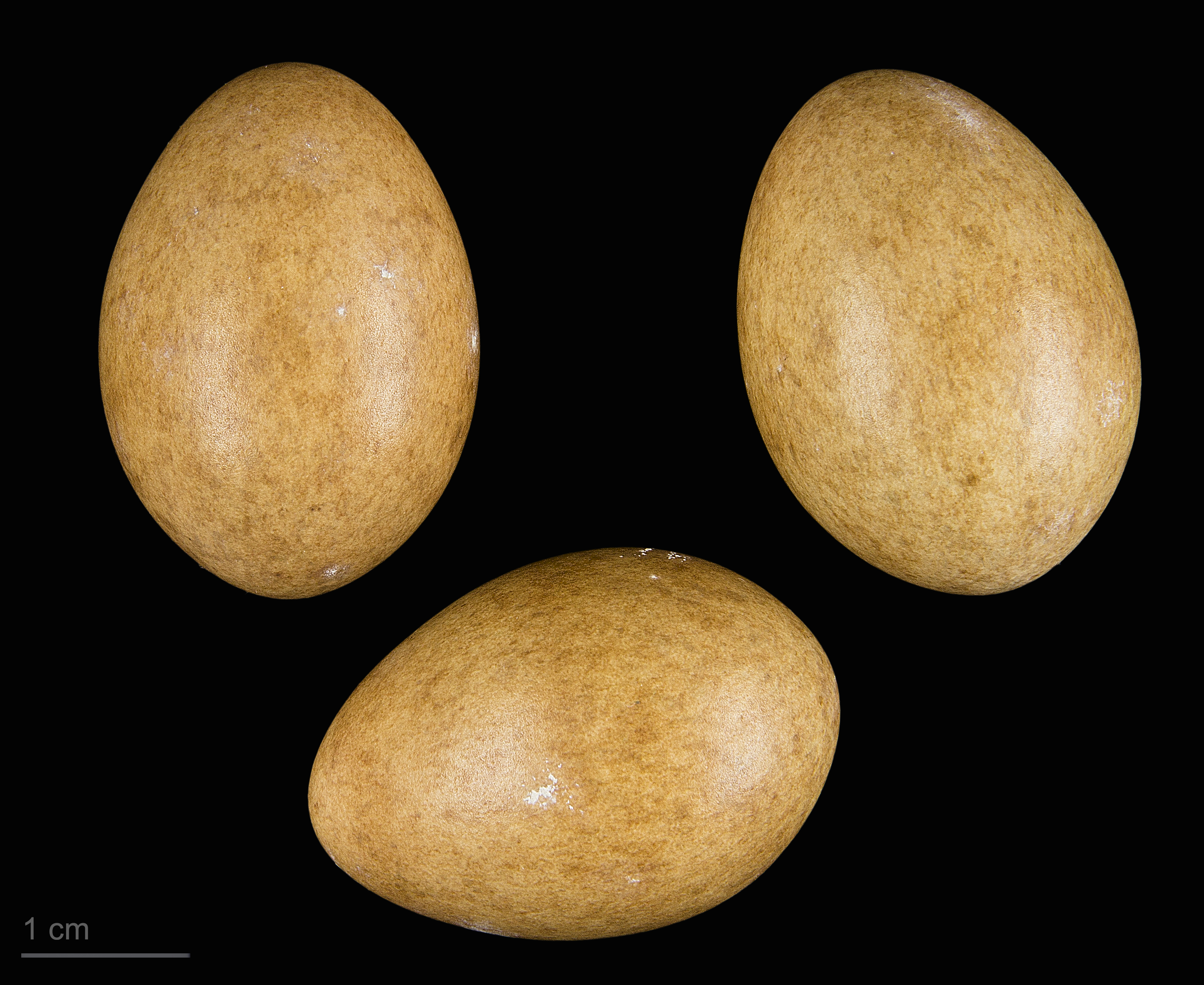
Zapornia parva - MHNT

La Marouette poussin (Zapornia parva) est une des trois espèces de marouettes vivant en France (les deux autres étant la Marouette de Baillon et la Marouette ponctuée).

## Caractéristiques
Avec une longueur de 17-19 cm (6,7-7,5 in), elle est légèrement plus petite que la marouette ponctuée, dont elle se distingue facilement par l'absence de barre sombre et de taches blanches sur les flancs. La marouette poussin a un bec court et droit, jaune avec une base rouge. Ses pattes sont vertes avec de longs doigts, et sa queue courte est barrée de noir et de blanc en dessous. Contrairement aux autres Marouettes, cette espèce présente un fort dimorphisme sexuel : Les mâles adultes ont principalement des parties supérieures brunes et une face et des parties inférieures bleu-gris. Ils ressemblent à la marouette de Baillon qui a des flancs fortement barrés et est un peu plus petite. Les femelles ont des parties inférieures chamoisées et ne sont grises que sur la face ; elles ressemblent davantage au râle à poitrine jaune des tropiques américains. Les petits marouettes immatures ressemblent à la femelle mais ont la face et la poitrine blanches. Les poussins duveteux sont noirs, comme chez tous les râles.

## Habitat

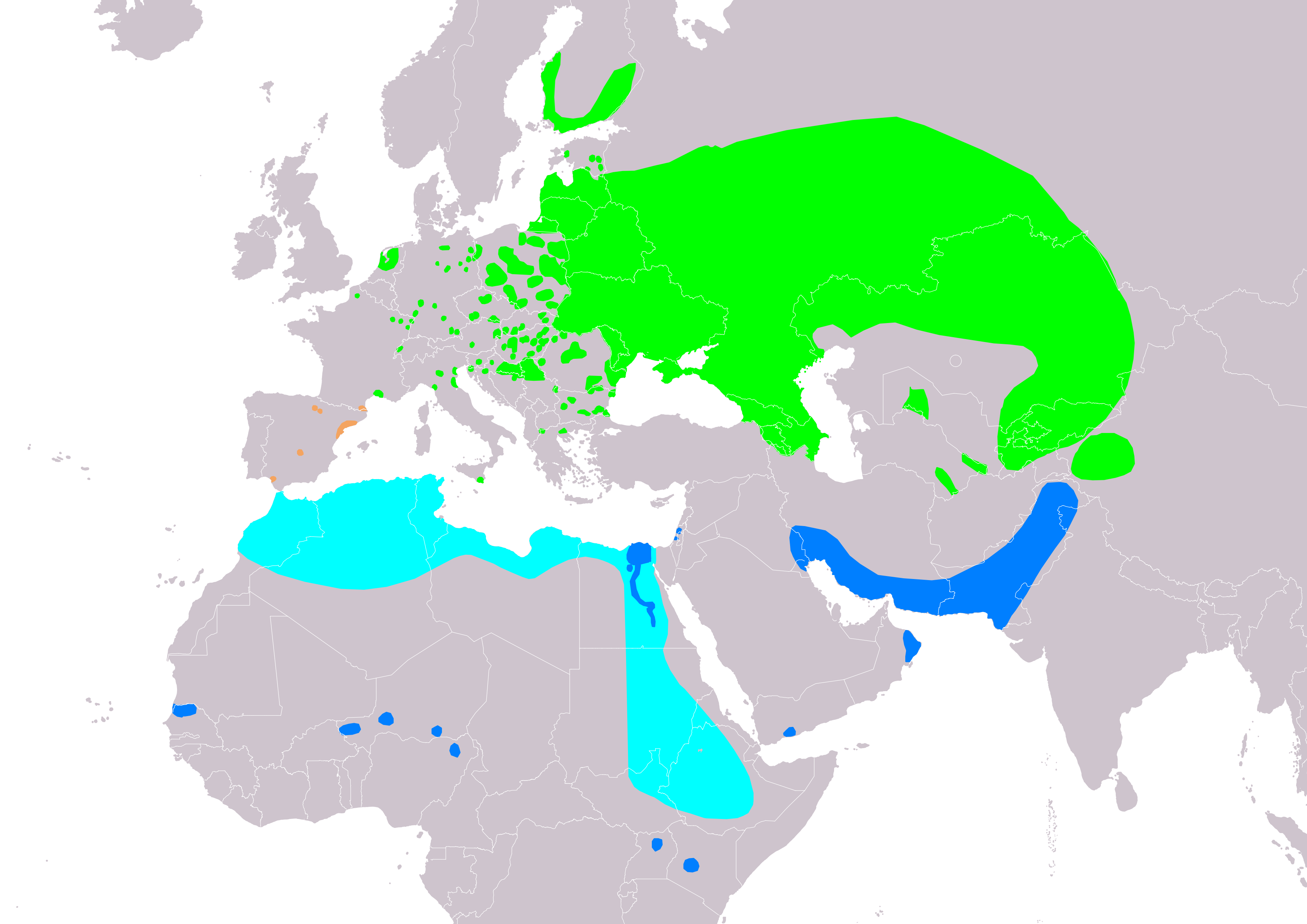

Son habitat de reproduction est constitué de roselières en Europe, principalement à l'est, et jusqu'en Asie occidentale. Cette espèce est migratrice et hiverne en Afrique. La marouette poussin niche dans les marais d’eau douce, dans des zones plantées de joncs et de laîches, de végétation arbustive. Les individus en migration peuvent se trouver dans n’importe quel type d’habitat marécageux.

## Comportement traits de caractère
La marouette poussin est généralement discrète et reste rarement observée, elle peut se montrer peu méfiante. C'est un oiseau migrateur, la migration se fait principalement de nuit. Elle sort le soir et rarement à découvert. Elle nage facilement et apprécie les lits de roseaux dans une eau relativement profonde.

## Systématique
Cette espèce monotypique est parfois incluse dans le nouveau genre Zapornia.